# Liste der Staatsoberhäupter 1527
Übersicht
◄◄ | ◄ | 1523 | 1524 | 1525 | 1526 | Liste der Staatsoberhäupter 1527 | 1528 | 1529 | 1530 | 1531 | ► | ►►

Weitere Ereignisse

## Afrika
- (Abdalwadiden) (im heutigen West-Algerien, Hauptstadt Tlemcen)
  - Sultan: Abu Hammu Musa III. (1517–1528)
- Adal
  - Sultan: Umar Din (1526–1553)
- Äthiopien
  - Kaiser (Negus Negest): David II. (1508–1540)
- Bornu (im heutigen Niger) (Sefuwa-Dynastie)
  - König/Mai: Mohammed V. (1515–1538)
- Ifriqiya (Ost-Algerien, Tunesien) (Hafsiden)
  - Kalif: Al Hassan (1526–1534) (1539–1543)
- Jolof (im heutigen Senegal)
  - Buur-ba Jolof: Bukaar Biye-Sungule (1492–1527)
  - Buur-ba Jolof: Birayma Dyeme-Kumba (1527–1543)
- Kano
  - Emir: Muhammad Kisoki (1509–1565)
- Kongo
  - Mani-Kongo: Afonso I. (1509–1545)
- Marokko
  - Wattasiden (im Norden)
    - Sultan: Abu l-Abbas Ahmad (1524–1549)

  - Saadier (im Süden)
    - Sultan: Ahmad al-Arudsch (1517–1540)
- Munhumutapa-Reich
  - Herrscher: Kakuyo Komunyaka (1494–um 1530)
- Sultanat von Sannar (im heutigen Sudan)
  - Sultan: Amara Dunqas (1503–1533/34)
- Songhaireich (in Westafrika)
  - Herrscher: Mohommed Ture der Große (1493–1528)

## Amerika
- Inkareich
  - König: Huayna Cápac (1493–1527)
  - König: Huáscar (1527–1532)

## Asien
- China (Ming-Dynastie)
  - Kaiser: Jiajing (1521–1567)
- Indien
  - Ahom (Assam)
    - König: Suhungmung (1497–1539)

  - Dekkan-Sultanate (in Zentralindien)
    - Ahmadnagar
      - Sultan: Burhan Shah I. (1510–1553)

    - Berar
      - Sultan: Aladdin Imad Shah (1504–1529)

    - Bidar
      - Sultan: Amir Barid I. (1504–1542)

    - Bijapur
      - Sultan: Ismail Adil Shah (1510–1534)

    - Golkonda
      - Sultan: Quli Qutb Mulk (1518–1543)

  - Mogulreich
    - Großmogul: Babur (1526–1530)

  - Vijayanagar (in Südindien)
    - König: Krishnadeva Raya (1509–1529)
- Japan
  - Kaiser: Go-Nara (1526–1557)
  - Shōgun (Ashikaga): Ashikaga Yoshiharu (1521–1546)
- Korea (Joseon-Dynastie)
  - König: Jungjong (1506–1544)
- Osmanisches Reich: siehe Europa
- Persien (Safawiden-Dynastie)
  - Schah: Tahmasp I. (1524–1576)
- Thailand
  - König: Rama Thibodi II. (1491–1529)
- Vietnam
  - König: Lê Cung Hoàng (1522–1527) (Hậu-Lê-Dynastie)
  - König: Mạc Đăng Dung (1527–1529) (Mạc-Dynastie)

## Europa
- Andorra
  - Co-Fürsten:
    - König von Navarra: Heinrich II. (1516–1555)
    - Bischof von Urgell: Joan Despés (1515–1530)
- Dänemark (1523–1814 Personalunion mit Norwegen)
  - König: Friedrich I. (1523–1533)
- England
  - König: Heinrich VIII. (1509–1547) (ab 1541 auch in Irland)
- Frankreich
  - König: Franz I. (1515–1547)
  - Bretagne
    - Herzog: Franz III. (1524–1532/6)
- Heiliges Römisches Reich
  - König und Kaiser: Karl V. (1519–1556) (ab 1520 Kaiser, 1516–1556 König von Spanien, 1519–1521 Erzherzog von Österreich)
  - Kurfürstentümer
    - Erzstift Köln
      - Erzbischof: Hermann von Wied (1515–1547) (1532–1547 Administrator von Paderborn)

    - Erzstift Mainz
      - Erzbischof: Albrecht von Brandenburg (1514–1545) (1513–1545 Erzbischof von Magdeburg, 1513–1543 Administrator von Halberstadt)

    - Erzstift Trier
      - Erzbischof: Richard von Greiffenklau zu Vollrads (1511–1531)

    - Böhmen
      - König: Ferdinand I. (1526–1564)

    - Brandenburg
      - Kurfürst: Joachim I. Nestor (1499–1535)

    - Kurpfalz
      - Kurfürst: Ludwig V. (1508–1544)

    - Sachsen (Ernestiner)
      - Kurfürst: Johann der Beständige (1525–1532)

  - geistliche Fürstentümer
    - Hochstift Augsburg
      - Bischof: Christoph von Stadion (1517–1543)

    - Hochstift Bamberg
      - Bischof: Weigand von Redwitz (1522–1556)

    - Hochstift Basel
      - Bischof: Christoph von Utenheim (1503–1527)
      - Bischof: Philipp von Gundelsheim (1527–1553)

    - Erzstift Besançon
      - Erzbischof: Antoine de Vergy (1502–1541)

    - Hochstift Brandenburg
      - Bischof: Matthias von Jagow (1526–1544)

    - Erzstift Bremen
      - Erzbischof: Christoph von Braunschweig-Wolfenbüttel (1511–1558) (1502–1558 Bischof von Verden)

    - Hochstift Brixen
      - Administrator: Georg von Österreich (1526–1539) (ab 1537 Bischof, 1544–1557 Bischof von Lüttich)

    - Erzstift Cambrai
      - Bischof: Robert de Croÿ (1519–1556)

    - Hochstift Cammin
      - Bischof: Erasmus von Manteuffel-Arnhausen (1521–1544)

    - Hochstift Chur
      - Bischof: Paul Ziegler (1505–1541) (bis 1509 Administrator)

    - Abtei Corvey
      - Abt: Franz von Ketteler (1504–1547)

    - Hochstift Eichstätt
      - Bischof: Gabriel von Eyb (1496–1535)

    - Fürstpropstei Ellwangen
      - Propst: Heinrich von der Pfalz (1521–1552) (1541–1552 Bischof von Freising, 1524–1529 Bischof von Utrecht, 1524–1552 Administrator von Worms)

    - Hochstift Freising
      - Bischof: Philipp von der Pfalz (1499–1541) (1497–1499 Administrator von Freising, 1517–1541 Administrator von Naumburg)

    - Abtei Fulda
      - Abt: Hartmann II. von Kirchberg (1513–1529)

    - Hochstift Genf
      - Bischof: Pierre de La Baume (1522–1543)

    - Hochstift Halberstadt
      - Administrator: Albrecht von Brandenburg (1513–1545) (1499–1513 Markgraf von Brandenburg, 1513–1545 Erzbischof von Magdeburg, 1514–1545 Erzbischof von Mainz)

    - Hochstift Havelberg
      - Bischof: Busso von Alvensleben (1522–1548)

    - Hochstift Hildesheim
      - Bischof: Johannes von Sachsen-Lauenburg (1503/4–1527)

    - Fürststift Kempten
      - Abt: Sebastian von Breitenstein (1523–1535)

    - Hochstift Konstanz
      - Bischof: Hugo von Hohenlandenberg (1496–1530, 1531–1532)

    - Hochstift Lausanne
      - Bischof: Sébastien de Montfalcon (1517–1560)

    - Hochstift Lübeck
      - Bischof: Heinrich Bockholt (1523–1535)

    - Hochstift Lüttich
      - Bischof: Érard de La Marck (1506–1538)

    - Erzstift Magdeburg
      - Erzbischof: Albrecht von Brandenburg (1513–1545) (1499–1513 Markgraf von Brandenburg, 1513–1545 Administrator von Halberstadt, 1514–1545 Erzbischof von Mainz)

    - Hochstift Meißen
      - Bischof: Johann von Schleinitz (1518–1537)

    - Hochstift Merseburg
      - Bischof: Vinzenz von Schleinitz (1526–1535)

    - Hochstift Metz
      - Bischof: Jean de Lorraine (1505–1530) (1530–1547 Administrator von Metz, 1547–1550 Bischof von Metz; 1517–1524 Administrator von Toul, 1533–1537, 1542–1543 Bischof von Toul, 1523–1544 Bischof von Verdun)

    - Hochstift Minden
      - Bischof: Franz von Braunschweig-Wolfenbüttel (1508–1529)

    - Hochstift Münster
      - Bischof: Friedrich von Wied (1522/3–1532)

    - Hochstift Naumburg
      - Administrator: Philipp von der Pfalz (1517–1541) (1497–1499 Administrator von Freising, 1499–1541 Bischof von Freising)

    - Hochstift Osnabrück
      - Bischof: Erich von Braunschweig-Grubenhagen (1508–1532) (1532 Bischof von Münster, 1508/9–1532 Bischof von Paderborn)

    - Hochstift Paderborn
      - Bischof: Erich von Braunschweig-Grubenhagen (1508/9–1532) (1532 Bischof von Münster, 1508–1532 Bischof von Osnabrück)

    - Hochstift Passau
      - Administrator: Ernst von Bayern (1517–1540) (1540–1554 Administrator von Salzburg)

    - Hochstift Ratzeburg
      - Bischof: Georg von Blumenthal (1525–1550)

    - Hochstift Regensburg
      - Administrator: Johann von der Pfalz (1507–1538)

    - Erzstift Salzburg
      - Erzbischof: Matthäus Lang von Wellenburg (1519–1540)

    - Hochstift Schwerin
      - Bischof: Magnus von Mecklenburg (1516–1550) (ab 1533 evangelischer Administrator)

    - Hochstift Sitten
      - Bischof: Philipp de Platea (1522–1529)

    - Hochstift Speyer
      - Bischof: Georg von der Pfalz (1513–1529)

    - Hochstift Straßburg
      - Bischof: Wilhelm von Hohnstein (1506–1541)

    - Hochstift Toul
      - Bischof: Hector de Rochefort d’Ailly (1524–1533)

    - Hochstift Trient
      - Bischof: Bernhard von Cles (1514–1539) (1539 Bischof von Brixen)

    - Hochstift Utrecht
      - Bischof: Heinrich von der Pfalz (1524/26–1529) (1541–1552 Bischof von Freising, 1533–1552 Administrator von Worms, 1521–1552 Propst von Ellwangen)

    - Hochstift Verden
      - Bischof: Christoph von Braunschweig-Wolfenbüttel (1502–1558) (1500–1511 Koadjutor von Bremen, 1511–1558 Erzbischof von Bremen)

    - Hochstift Verdun
      - Bischof: Jean de Lorraine (1523–1544) (1501–1505 Koadjutor von Metz, 1505–1530 Bischof von Metz, 1530–1547 Administrator von Metz, 1547–1550 Bischof von Metz; 1517–1524 Administrator von Toul, 1533–1537, 1542–1543 Bischof von Toul)

    - Hochstift Worms
      - Bischof: Reinhard von Rüppurr (1504–1524/33)
        - Koadjutor: Heinrich von der Pfalz (1524–1533) (1521–52 Propst von Ellwangen; 1541–1552 Bischof von Freising; 1526–1529 Bischof von Utrecht; 1533–1552 Administrator von Worms)

    - Hochstift Würzburg
      - Bischof: Konrad von Thüngen (1519–1540)

  - weltliche Fürstentümer
    - Baden
      - Markgraf: Philipp I. (1515–1533) (untere Markgrafschaft)
      - Markgraf: Bernhard III. (1515–1536) (linksrheinische Gebiete)
      - Markgraf: Ernst (1515–1553) (obere Markgrafschaft)

    - Bayern (gemeinsame Herrschaft 1514–1545)
      - Herzog: Wilhelm IV. (1508–1550) (in München)
      - Herzog: Ludwig X. (1514–1545) (in Landshut)

    - Brandenburg-Ansbach
      - Markgraf: Georg der Fromme (1515–1543)

    - Brandenburg-Kulmbach
      - Markgraf: Kasimir (1515–1527)
      - Markgraf: Albrecht II. Alcibiades (1527–1554) (bis 1541 unter der Regentschaft seines Onkels)
        - Regent: Georg der Fromme (1527–1541)

    - Herzogtum Braunschweig-Lüneburg
      - Fürstentum Calenberg(-Göttingen)
        - Herzog: Erich I. (1495–1540)

      - Fürstentum Grubenhagen
        - Herzog: Philipp I. (1485–1551)

      - Fürstentum Lüneburg
        - Herzog: Ernst I. der Bekenner (1520–1546)
        - Herzog: Otto I. (1520–1527)

      - Fürstentum Braunschweig-Wolfenbüttel
        - Herzog: Heinrich II. der Jüngere (1514–1568)

    - Hanau
      - Hanau-Lichtenberg
        - Graf: Philipp III. (1504–1538)

      - Hanau-Münzenberg
        - Graf: Philipp II. (1512–1529)

    - Hessen
      - Landgraf: Philipp I. der Großmütige (1509–1567)

    - Hohenzollern
      - Graf: Karl I. (1525–1576)

    - Jülich-Kleve-Berg
      - Herzog: Johann der Friedfertige (1521–1539)

    - Lippe
      - Herr: Simon V. (1511–1536) (ab 1528 Graf)

    - Lothringen
      - Herzog: Anton II. (1508–1544)

    - Mecklenburg
      - Mecklenburg-Güstrow
        - Herzog: Albrecht VII. (1503/20–1547)

      - Mecklenburg-Schwerin
        - Herzog: Heinrich V. (1503/20–1552)

    - Nassau
      - ottonische Linie
        - Nassau-Beilstein
          - Graf: Johann III. (1513–1561)

        - Nassau-Breda
          - Graf: Heinrich III. (1504–1538)

        - Nassau-Dillenburg
          - Graf: Wilhelm der Reiche (1516–1559)

      - walramische Linie
        - Nassau-Saarbrücken
          - Graf: Johann Ludwig I. (1472–1545)

        - Nassau-Weilburg
          - Graf: Philipp III. (1523–1559)

        - Nassau-Wiesbaden
          - Graf: Philipp, der Ältere (1511–1558)

    - Oldenburg (1526–1529 gemeinsame Herrschaft)
      - Graf: Anton I. (1526–1573)
      - Graf: Christoph (1526–1529)
      - Graf: Georg (1526–1529)
      - Graf: Johann VI. (1526–1529)

    - Ortenburg
      - Graf: Christoph I. (1524–1551)

    - Ostfriesland
      - Graf: Edzard I. (1491–1528)

    - Pfalz (Kurlinie siehe unter Kurfürstentümer)
      - Pfalz-Neuburg
        - Pfalzgraf: Ottheinrich (1505–1557) (bis 1522 unter Vormundschaft)
        - Pfalzgraf: Philipp der Streitbare (1505–1548) (bis 1522 unter Vormundschaft)

      - Pfalz-Simmern
        - Pfalzgraf: Johann II. der Jüngere (1509–1557)

      - Pfalz-Zweibrücken
        - Pfalzgraf: Ludwig II. (1514–1532)

    - Pommern (1523–1531 gemeinsame Herrschaft)
      - Herzog: Georg I. (1523–1531)
      - Herzog: Barnim IX. (1523–1569) (ab 1532 in Pommern-Stettin)

    - Sachsen (Albertiner)
      - Herzog: Georg der Bärtige (1500–1539)

    - Sachsen-Lauenburg (Askanier)
      - Herzog: Magnus I. (1507–1543)

    - Schleswig-Holstein (Schleswig gehörte nicht zum HRR, sondern war Teil Dänemarks)
      - Herzog: Friedrich I. (1482–1533) (1523–1533 König von Dänemark, 1524–1533 König von Norwegen)

    - Württemberg
      - Herzog: Ulrich (im Exil 1519–1534, tatsächliche Herrschaft des Hauses Habsburg, vertreten durch den Statthalter von König Ferdinand)
- Italienische Staaten
  - Ferrara, Modena und Reggio
    - Herzog: Alfonso I. d’Este (1505–1534)

  - Genua (1499–1528 unter französischer Herrschaft)
  - Kirchenstaat
    - Papst: Clemens VII. (1523–1534)

  - Mailand
    - Herzog: Karl I. von Spanien (1525–1529, 1535–1540)

  - Mantua (Gonzaga)
    - Markgraf: Federico II. Gonzaga (1519–1540) (ab 1530 Herzog)

  - Massa und Carrara
    - Markgräfin: Ricciarda Cybo-Malaspina (1519–1546, 1547–1553)

  - Montferrat
    - Markgraf: Bonifatius IV. (1518–1530)

  - Neapel (1503–1707/14 zu Aragon bzw. Spanien)
    - König: Karl I. von Spanien (1516–1556)
      - Vizekönig: Charles de Lannoy (1522–1527)
      - Vizekönig: Hugo de Moncada (1527–1528)

  - Piombino
    - Herr: Iacopo V. Appiani (1510–1545)

  - Saluzzo
    - Markgraf: Michael Anton (1504–1528)

  - Savoyen
    - Herzog: Karl III. (1504–1553)

  - Sizilien (1412–1713 zu Aragon bzw. Spanien)
    - König: Karl I. von Spanien (1516–1556)
      - Vizekönig: Ettore I. Pignatelli Herzog von Monteleone (1517–1534)

  - Urbino
    - Herzog: Francesco Maria I. della Rovere (1508–1516, 1521–1538)

  - Venedig
    - Doge: Andrea Gritti (1523–1538)

- Johanniter-Ordensstaat (auf Rhodos)
  - Großmeister: Philippe de Villiers de l’Isle-Adam (1521–1534)

- Livland
  - Landmeister: Wolter von Plettenberg (1494–1535)

- Moldau
  - Fürst: Ştefăniţă (1517–1527)
  - Fürst: Petru Rareș (1527–1538, 1541–1546)

- Monaco
  - Seigneur: Augustin (1523–1532)

- Moskau
  - Großfürst: Wassili III. (1505–1533)

- Navarra
  - König: Heinrich II. (1517–1555)

- Norwegen (1523–1814 Personalunion mit Dänemark)
  - König: Friedrich I. (1523–1533)

- Osmanisches Reich
  - Sultan: Süleyman I. der Prächtige (1520–1566)

- Polen
  - König: Sigismund I. (1506–1548)

- Portugal
  - König: Johann III. (1521–1557)

- Preußen
  - Herzog: Albrecht (1525–1568)

- Schottland
  - König: Jakob V. (1513–1542)

- Schweden
  - König: Gustav I. Wasa (1523–1560)

- Spanien
  - König: Karl I. (1516–1556)
- Ungarn (Herrschaft umstritten)
  - König: Ferdinand I. (1526–1564)
  - König: Johann Zápolya (1526–1540)

- Walachei
  - Fürst: Radu de la Afumaţi (1522–1523, 1524, 1524–1525, 1525–1529)